# ماريان زهيل
ماريان زهيل هي منتجة سينمائية لبنانية-كندية ومخرجة وكاتبة سيناريو ومؤلفة. وُلدت في بيروت بلبنان، وتعيش في مونتريال بكيبيك في كندا منذ عام 1996.

## الأفلام
- من نافذتي بلا منزل ... (De ma fenêtre، sans maison ...) - 2006 [2]
- وادي الدموع (La Vallée des larmes) - 2012 [3]
- الجانب الآخر من نوفمبر (L'Autre côté de novembre) - 2016 [4]
- الجانب اللاصق من البقلاوة (La Face cachée du baklava) - 2020 [5]

## روابط خارجية
- ماريان زهيل في قاعدة بيانات الأفلام على الإنترنت